# Pazen
Pazen ist ein Weiler in der Gemeinde Muntogna da Schons der Region Viamala des Schweizer Kantons Graubünden.
Die ehemalige politische Gemeinde bildete 1875 bis 2002 mit Farden die politische Gemeinde Patzen-Fardün. (Mit der Fusion 2003 wurde der Namen Fardün offiziell zu Farden romanisiert.) Von 2003 bis 2020 gehörte Pazen zur Gemeinde Donat.

## Geschichte
Pazen ist eine geschlossene Weilersiedlung am unteren Schamserberg und wurde 1204 als Pazens erstmals erwähnt. Das Gebiet der Gemeinde gehörte zu dem bereits im frühen 13. Jahrhundert ausgebauten Siedlungsland mit Viehzucht und Ackerbau. Ab 1204 ist am Schamserberg eine Gemeinde altfreier Bauern mit eigenem Niedergericht bezeugt.
Die 1219 erwähnten Herren von Pazen waren bischöfliche Ministeriale. Die landesherrlichen Rechte im Tal hatten die Vazer, die Werdenberger und ab 1456 das Bistum Chur inne. 1458 kauften sich die Schamser aus.
Kirchlich gehörte Pazen zu St. Martin in Zillis. 1407 wurde die Kapelle St. Nikolaus in Farden gestiftet und mit einem Leutpriester besetzt. Die Reformation wurde vor 1538 eingeführt. Die Loslösung von Zillis und der Zusammenschluss mit Farden, Donat, Casti und Clugin zur Pfarrgemeinschaft erfolgte 1627. Pazen bildete bis 1851 mit den obigen Nachbarschaften ein Niederes Gericht innerhalb der Gerichtsgemeinde Schams.
1835 hatte der Weiler 44 Einwohner. Die Fahrstrasse wurde 1904 bis 1906 angelegt, eine Melioration ab 1980 durchgeführt. Im Weiler wird vor allem Viehzucht betrieben.